# Never Say Die!
| 전문가 평가                   | 전문가 평가 |
| 평가 점수                     | 평가 점수   |
| 출처                          | 점수        |
| ----------------------------- | ----------- |
| AllMusic                      | [ 5 ]       |
| Encyclopedia of Popular Music | [ 6 ]       |
| The Great Rock Discography    | 5/10        |
| The Rolling Stone Album Guide | [ 8 ]       |
| Spin Alternative Record Guide | 7/10        |

《Never Say Die!》는 1978년 9월 29일에 발매된 영국의 록 밴드 블랙 사바스의 여덟 번째 스튜디오 음반이다. 이 음반은 밴드의 오리지널 라인업이 수록된 마지막 스튜디오 음반이자 2012년 밴드로 복귀할 때까지 오지 오스본이 수록된 마지막 스튜디오 음반이기도 하다. 1997년 11월 7일, 미국에서 골드 인증을 받았으며, 2011년 11월 현재 사운드스캔 시대 이후 미국에서 13만 3,000장이 팔렸다. 비평가들은 이 음반이 너무 많은 방향으로 에너지를 흩뿌리면서 균형을 잃었다고 말했다.

## 녹음
《Never Say Die!》 녹음 당시 블랙 사바스의 멤버들은 모두 마약과 알코올 남용에 심하게 연루되어 있었다. 녹음 전 보컬리스트 오스본은 잠시 밴드를 그만뒀고 일시적으로 전 사보이 브라운과 플리트우드 맥의 보컬리스트 데이브 워커로 대체되었다. 1992년, 기타리스트 토니 아이오미는 《기타 월드》에 "우리는 그가 떠나는 것을 결코 원하지 않았고, 나는 그가 다시 돌아오기를 원했지만 아무도 그들의 기분을 다른 사람에게 말하지 않았다고 생각합니다. 그래서 우리는 다른 가수를 데려와 모든 새로운 자료를 써야 했습니다."라고 말했다. 밴드는 워커와 함께 소수의 곡을 썼고, 그 짧은 라인업은 BBC 프로그램인 〈Look Hear〉에서 〈Junior's Eyes〉가 될 초기 버전을 공연하기도 했다.
오스본은 결국 워커와 함께 쓴 어떤 노래도 부르기를 거부하며 재가입했다. 아이오미는 1992년 《기타 월드》 작품에서 정교하게 다듬었다.
...오지가 부르기를 거부했기 때문에 빌 워드는 한 트랙(〈Swing The Chain〉)에서 노래를 불러야 했습니다. 우리는 결국 저녁에 녹음할 수 있도록 낮에 글을 써야 했고, 트랙을 검토하고 변경할 시간이 없었습니다. 결과적으로, 그 음반은 매우 혼란스럽게 들립니다.

오스본은 또한 기악곡으로 남아있는 〈Breakout〉에서 노래하는 것을 거부했다. 워커와 함께한 노래들은 다시 만들어졌고, 〈Junior's Eyes〉는 오스본의 아버지의 최근 죽음에 대한 것으로 다시 쓰여졌다.

## 곡 목록
모든 곡들은 토니 아이오미, 오지 오스본, 기저 버틀러, 빌 워드에 의해 작사/작곡하였다.
| #  | 제목              | 재생 시간 |
| -- | ----------------- | --------- |
| 1. | 〈Never Say Die〉 | 3:50      |
| 2. | 〈Johnny Blade〉  | 6:28      |
| 3. | 〈Junior's Eyes〉 | 6:42      |
| 4. | 〈A Hard Road〉   | 6:04      |

| #  | 제목                   | 재생 시간 |
| -- | ---------------------- | --------- |
| 5. | 〈Shock Wave〉         | 5:15      |
| 6. | 〈Air Dance〉          | 5:17      |
| 7. | 〈Over to You〉        | 5:22      |
| 8. | 〈Breakout (기악)〉    | 2:35      |
| 9. | 〈Swinging the Chain〉 | 4:06      |

## 인증
| 국가                       | 인증 | 판매량/출하량 |
| -------------------------- | ---- | ------------- |
| 미국 (RIAA)                | 골드 | 500,000^      |
| ^출하량을 기반으로 한 인증 |      |               |